# 大阪市電上本町下味原町線
上本町下味原町線（うえほんまちしもあじはらちょうせん）は、大阪市の上本町六丁目停留場 - 下味原町停留場を結んでいた大阪市電の軌道路線である。期外線で大阪市電の全廃まで残った路線の一つだった。

## 路線概要
- 起点：上本町六丁目停留場
- 終点：下味原町停留場
- 営業キロ：0.9km
- 軌間：1,435mm
- 電化方式：直流600V

## 沿革
- 1925年（大正14年）
  - 8月27日：大阪市電の期外線として、上本町六丁目停留場 - 上本町終点停留場間を開業。
  - 11月8日：上本町終点停留場 - 下味原町停留場間（0.9km）を延伸開業。上本町終点停留場を廃止。
- 1944年（昭和19年）6月1日：戦時体制下での急行運転のため、小橋西之町停留場を廃止。
- 1948年（昭和23年）7月1日：小橋西之町停留場を復活。
- 1950年（昭和25年） - 1955年（昭和30年）：小橋西之町停留場を小橋西の町停留場に表記変更。
- 1969年（昭和44年）4月1日：全線廃止。

## 駅一覧
| 駅名               | 読み                     | キロ程 | 接続路線                       |
| ------------------ | ------------------------ | ------ | ------------------------------ |
| 上本町六丁目停留場 | うえほんまちろくちょうめ | 0.0    | 大阪市電：九条高津線、上本町線 |
| 小橋西の町停留場   | おばせにしのちょう       | 0.4    |                                |
| 下味原町停留場     | しもあじはらちょう       | 0.9    | 大阪市電：霞町玉造線、鶴橋線   |

- 1959年（昭和34年）7月当時

### 廃駅
- 上本町終点停留場（上本町六丁目停留場 - 小橋西の町駅停留場）：1925年（大正14年）11月8日廃止。

## 系統
5系統・6系統・24系統が走っていた。